# GAZ Volga
O Volga (em russo:  Волга) é um automóvel executivo que originou-se na União Soviética para suceder o GAZ-M20 Pobeda em 1956. Seu papel em servir a nomenklatura soviética fez deles um ícone cultural contemporâneo.
A primeira geração GAZ-21 foi fabricada de 1956 até 1970. A segunda geração GAZ-24 foi fabricada de 1970 até 1985 e, desde os anos finais de sua produção e até a década de 2000, o seu design básico passou por várias reestilizações que mudaram a carroceria, deixando o chassi e o bloco do motor fundamentalmente inalterados.
Apesar das modernizações contínuas, a GAZ achou cada vez mais difícil manter o design antigo competitivo em uma economia de mercado. O CEO da GAZ Bo Andersson decidiu descontinuar a gama Volga em 2010.

## Galeria

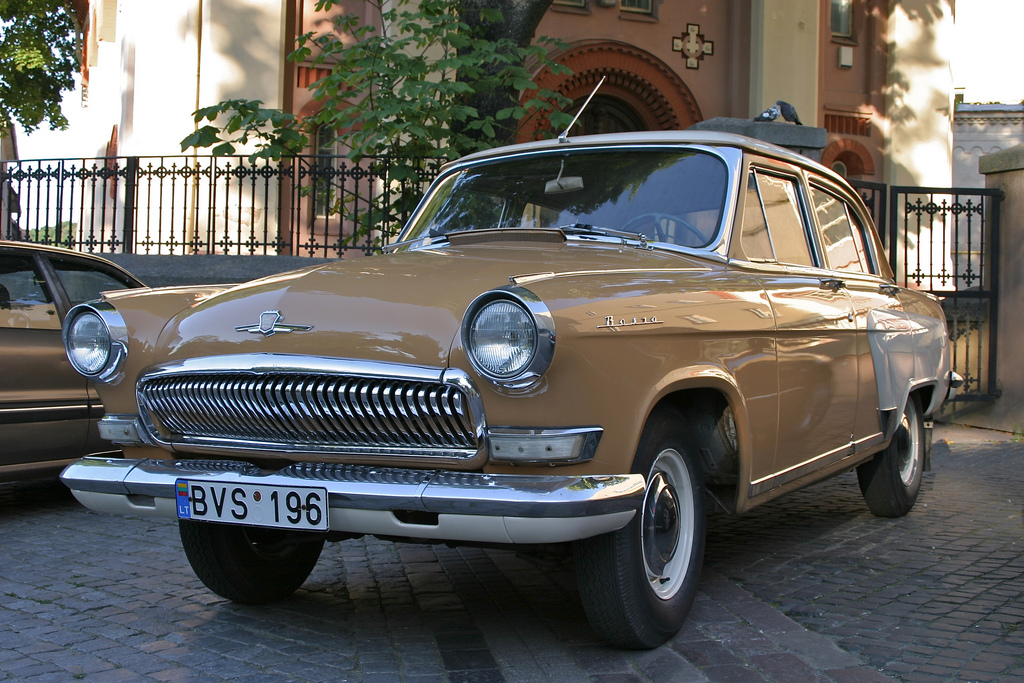
GAZ-21 (1956-1970)
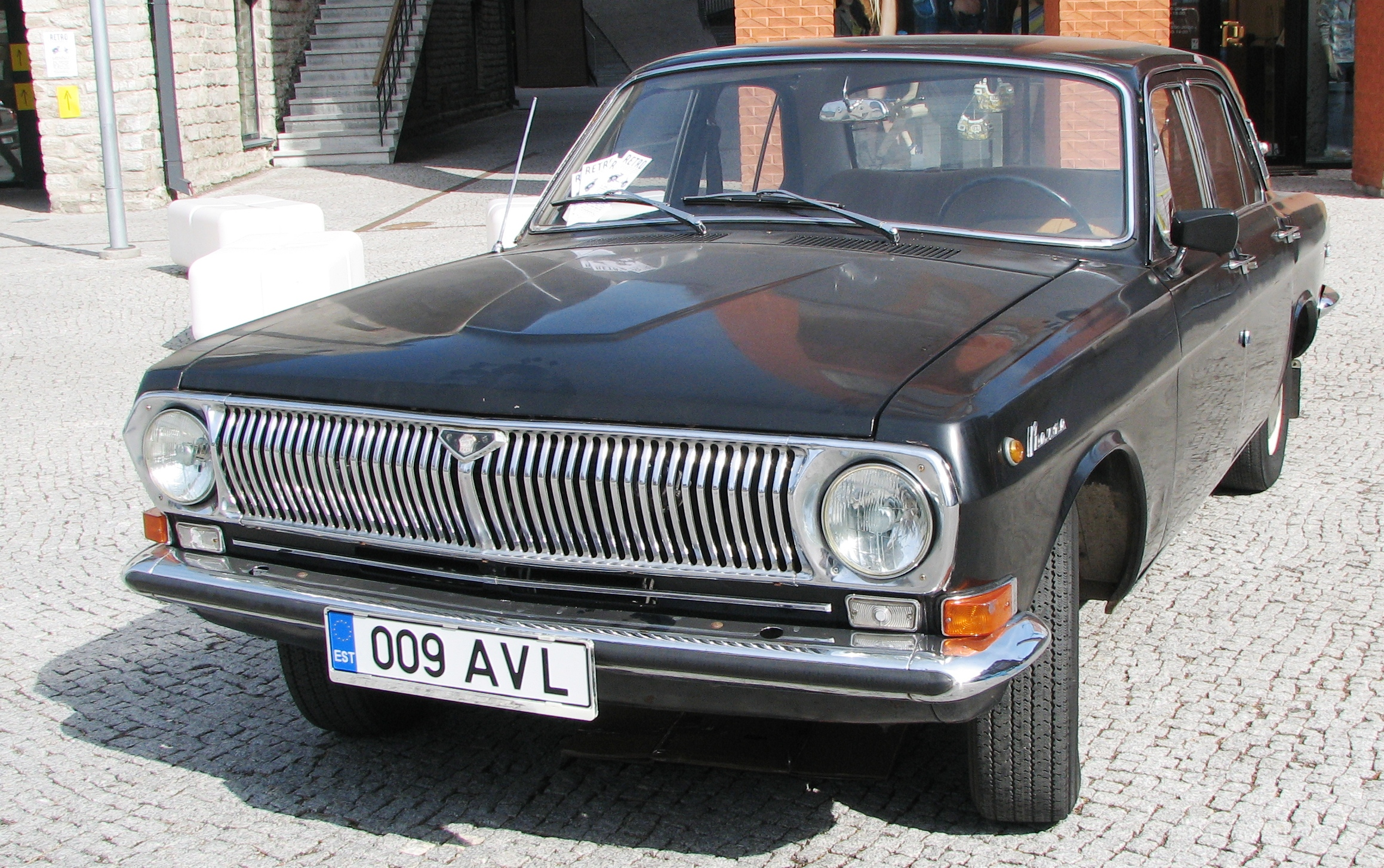
GAZ-24 (1970-1985)
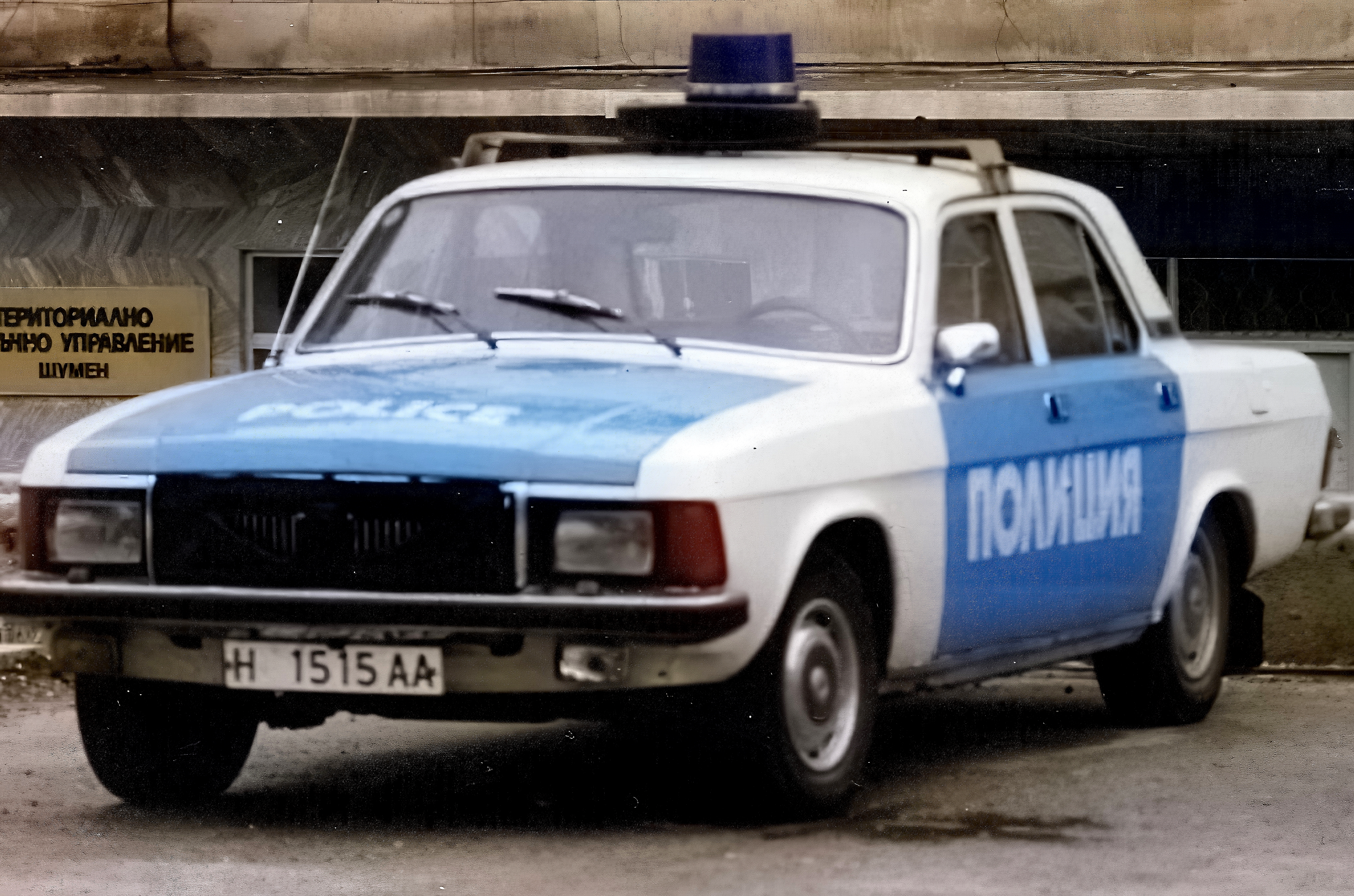
GAZ-3102 (1982-2010)
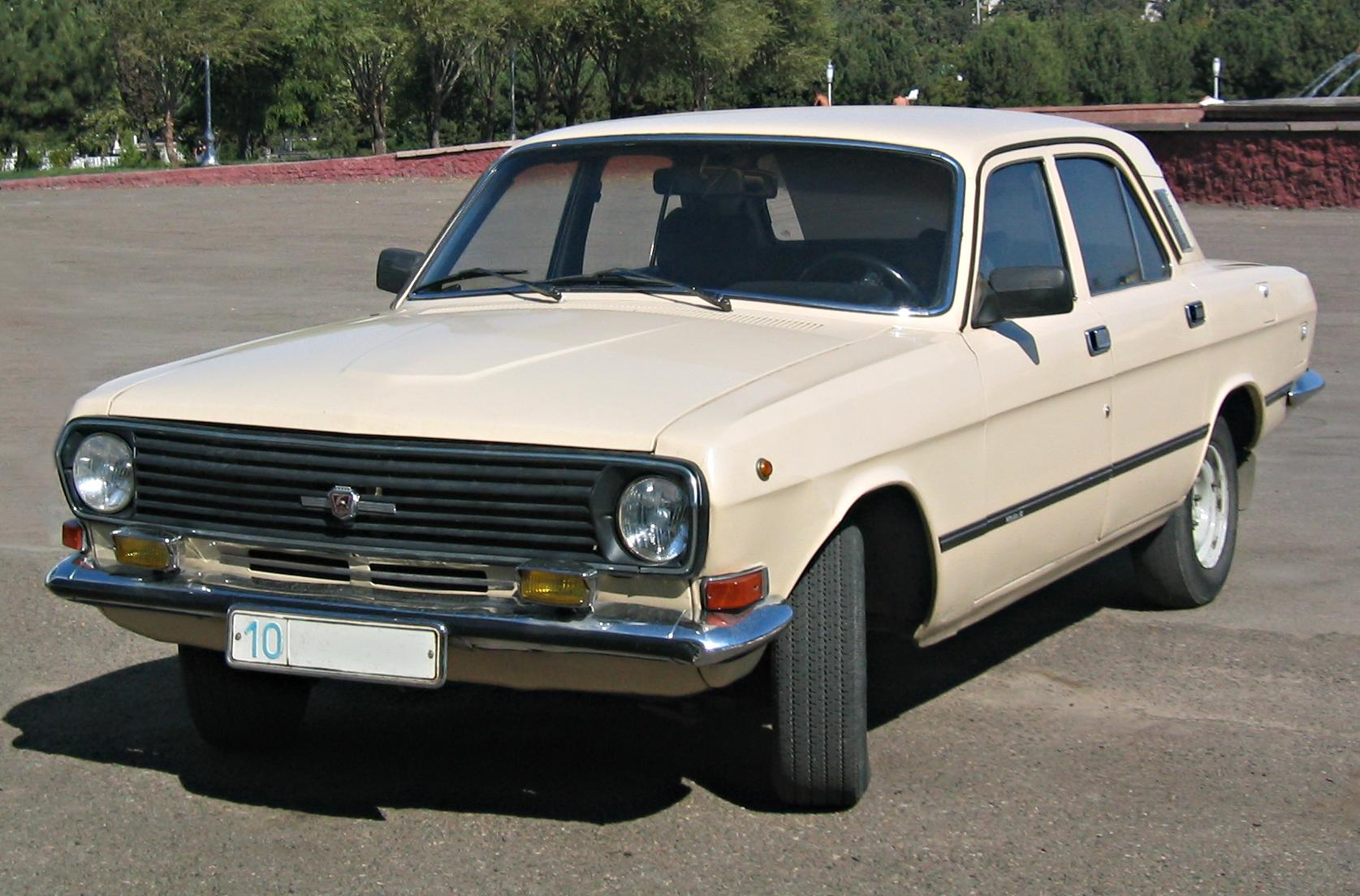
GAZ-24-10 (1985-1992)
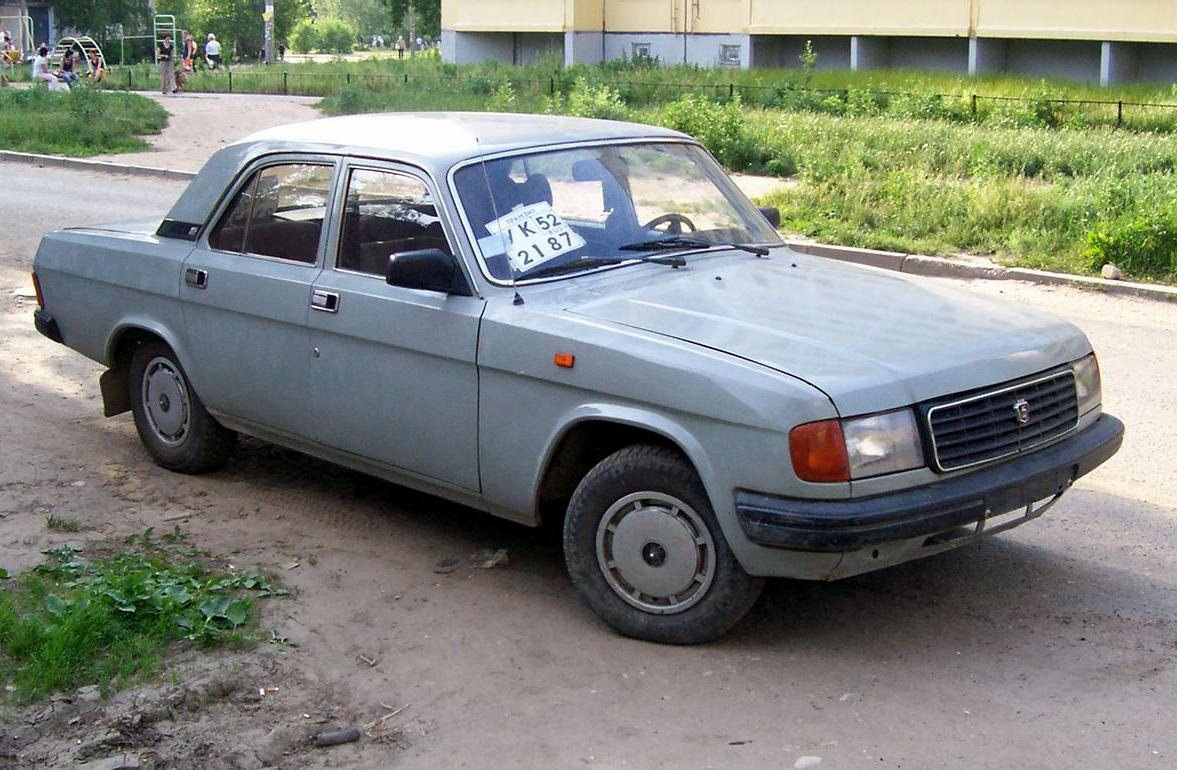
GAZ-31029 (1992-1997)
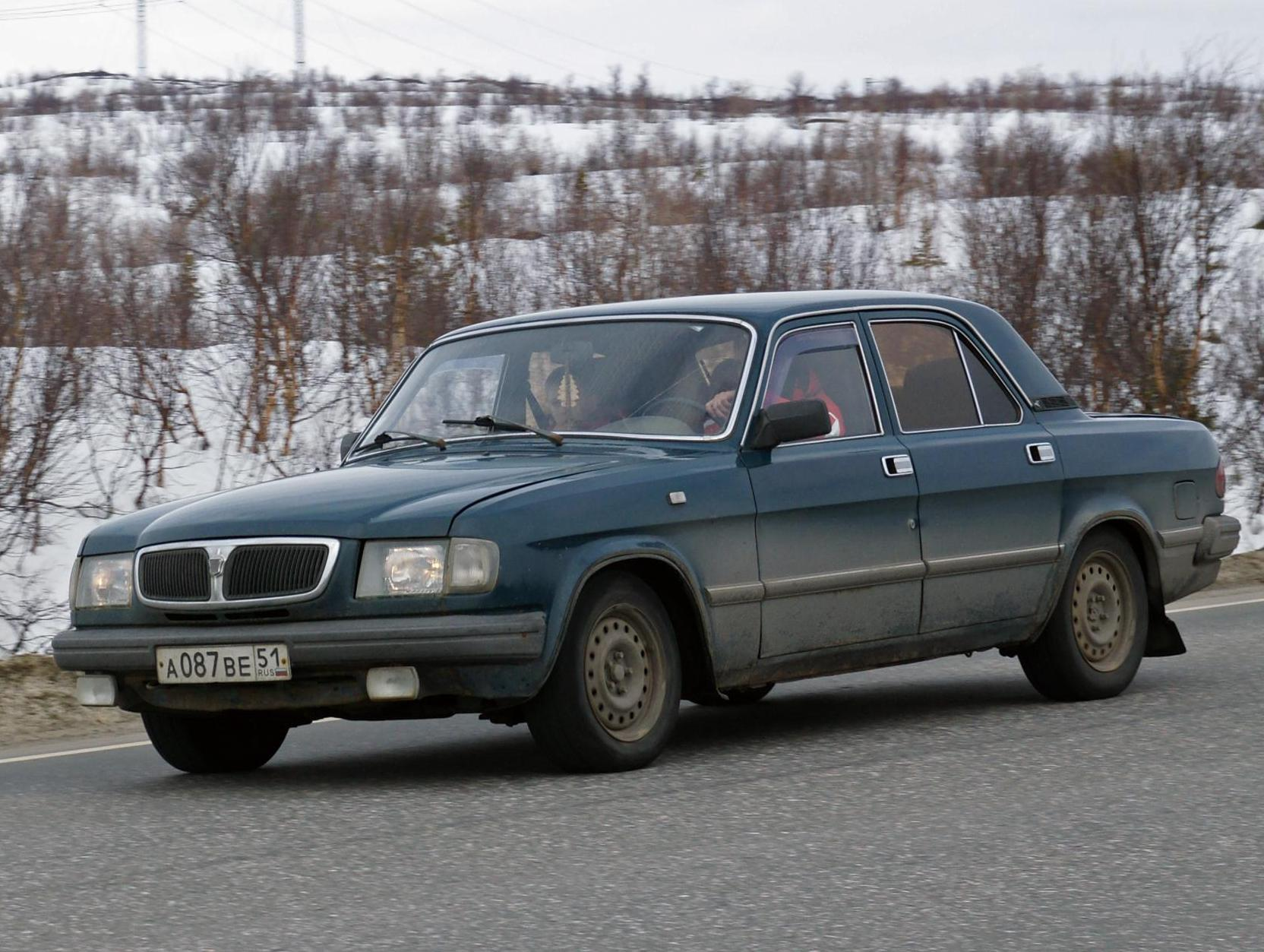
GAZ-3110 (1996-2004)
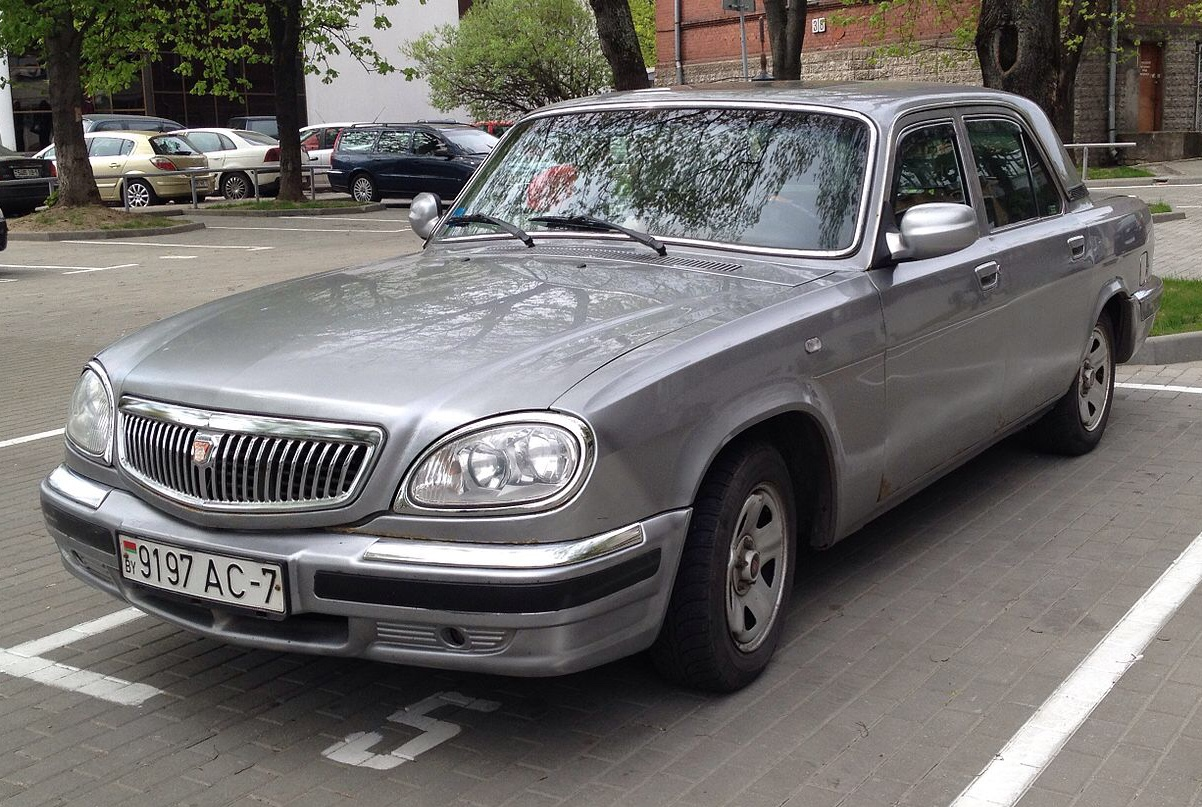
GAZ-31105 (2004-2009)